# سوگانوما سادامیتسو
سوگانوما سادامیتسو (به ژاپنی: 菅沼 定盈 Suganuma Sadamitsu); ۱ ژانویهٔ ۱۵۴۲ – ۱۳ اوت ۱۶۰۴) سامورایی، در  دوره سنگوکو اهل ژاپن بود. او ارباب قلعه نودا (ولایت میکاوا) بود.